# Бориша Симанић
Бориша Симанић (Љубовија, 20. март 1998) је српски кошаркаш. Игра на позицијама крила и крилног центра, а тренутно наступа за Игокеу.

## Каријера

### Млађе категорије
Бориша је рођен у Љубовији, а одрастао је у Братунцу. Прве кошаркашке кораке направио је у КК Братунац.
Из млађих категорија бијељинске Будућности прешао је крајем 2013. године у Црвену звезду. Иако годину дана млађи, био је део екипе Црвене звезде која је освојила јуниорско такмичење Евролиге 2014. године. Исте године заједно са Аранитовићем бива изабран да буде део Џордановог кампа.
У наредној години постаје стандардни члан прве петорке и са екипом се пласира на завршни турнир Евролиге, освојивши прво место на Турниру „Марко Ивковић” у Београду. На завршном турниру су дошли до финала у ком су изгубили од Реала. Истоветни успех је поновио и следеће године, а овога пута у финалу губе од Барселоне. Симанић је просеком од 18 поена, 7,5 скокова, 4 асистенције и 2,8 блокада заслужио титулу МВП турнира.

### ФМП
Упоредо са играњем за јуниоре Црвене звезде у сезони 2014/15. наступао је за први тим ФМП-а из Железника, под вођством тренера Милана Гуровића.

### Црвена звезда
Од сезоне 2015/16. је прикључен првом тиму Црвене звезде, код тренера Дејана Радоњића. Већ на самом почетку сезоне је имао прилике због кадровских проблема да добије већу минутажу у Евролиги и то на гостовању Реалу у Мадриду, када је постигао 10 поена. Након комплетирања тима имао је нешто мању минутажу. Одмах по стицању пунолетства, у априлу 2016, потписао је и први професионални уговор са Црвеном звездом у трајању од четири године.
После две године у сениорском погону Црвене звезде, такмичарску 2017/18. проводи на новој позајмици у ФМП-у. Уследио је повратак у Звезду, а најзапаженије партије у дресу београдских „црвено-белих” је пружао током мандата Милана Томића у сезони 2018/19. Симанић је у петој утакмици финала плеј-офа Јадранске лиге, против подгоричке Будућности, допринео освајању титуле са десет поена, пет скокова, три асистенције, две блокаде и једном украденом лоптом. Након ове сезоне је поново имао смањену минутажу, па је у марту 2021. године раскинуо уговор са клубом.
У Црвеној звезди је освојио девет сениорских трофеја (три титуле у АБА лиги, три првенства и два купа Србије, један АБА Суперкуп).

### Мега Сокербет
У априлу 2021. године је потписао уговор са Мега Сокербетом.

## Репрезентација
Био је члан кадетске репрезентације Србије која је освојила сребрну медаљу на Европском првенству у Кијеву. Следеће године је такође био члан кадетске селекције која је била шеста, али је он драстично поправио своју статистику са просечних 10,2 поена и 4,3 скокова по утакмици.
На Светском првенству 2023. године је уврштен у састав Србије. У утакмици трећег кола групне фазе против Јужног Судана доживео је тешку повреду када га је ударио Нуни Омот пред крај утакмице. Након неколико дана подвргнут је хитној операцији у којој му је одстрањен бубрег. Са репрезентацијом Србије је освојио сребрну медаљу на Светском првенству, уручена му је медаља иако није био у могућности да присуствује церемонији доделе.

## Успеси

### Клупски
- Црвена звезда:
  - Првенство Србије (3): 2015/16, 2016/17, 2018/19.
  - Јадранска лига (3): 2015/16, 2016/17, 2018/19.
  - Суперкуп Јадранске лиге (1): 2018.
  - Куп Радивоја Кораћа (2): 2017, 2021.

### Репрезентативни
- Светско првенство:  2023.
- Европско првенство до 16 година:  2013.

### Појединачни
- Најкориснији играч Јуниорског турнира Евролиге (1): 2016.
- Награда Олимпијско срце „Генерал Ђукић”
- Специјална награда од КСС. [17]